# Brad Evans
Brad Evans (Phoenix, 20 de abril de 1985), é um futebolista norte-americano que atua como meia e zagueiro. Atualmente, joga pelo Sporting Kansas City.